# ميخائيل ماهر
ميخائيل ماهر (بالإنجليزية: Michael Maher)‏ هو كاتب عدل ‏ وسياسي أسترالي، ولد في 11 يوليو 1936 في سيدني في أستراليا، وتوفي بنفس المكان في 29 سبتمبر 2013. حزبياً، نشط في حزب العمال الأسترالي. وقد انتخب عضو الجمعية التشريعية نيو ساوث ويلز عن دائرة Electoral district of Drummoyne ‏ (17 نوفمبر 1973 – 26 يناير 1982) وانتخب عضو مجلس النواب الأسترالي عن دائرة Division of Lowe ‏ (13 مارس 1982 – 11 يوليو 1987).